# 김경옥 (아나운서)
김경옥(1980년 5월 9일 ~ )은 대한민국의 아나운서다. 경인방송의 '포근한 밤 김경옥입니다' DJ와 제작을 겸하고 있으며, 낭독팀 북텔러리스트에서 낭독자로도 활동하고 있다.

## 학력
- 인하대학교 행정학 학사

## 경력
- 포근한 밤 김경옥입니다 DJ / PD
- (사)대한아동학대방지협회 이사
- 성동문화재단 홍보대사
- 라디오쇼 임시 DJ
- 뮤직 인사이드 김경옥입니다 DJ
- 김경옥의 월드뮤직 DJ
- 라디오 상담실 MC
- TBN 강원교통방송 MC
- 2017년 북라이크사회공헌운동본부 홍보대사

## 저서
- 공감낭독자 북텔러리스트와 함께하는 소통과 치유의 낭독만찬 (공저)
- 그런 순간들이 모여 오늘을 살아가 (공저)

## 수상
- 2014년 한국PD연합회 제 176회 이달의 PD상